# Gilbert Clérembault de Palluau
Gilbert de Clérembault est un évêque de Poitiers.
Il est d’abord chanoine de l'église cathédrale de Luçon (Vendée). Un maréchal de France était son parent. En 1658, il devient évêque de Poitiers où il mourut en 1679. Il est également abbé commendataire de 5 abbayes : Cîteaux, deux de Saint-Benoît, dont l'abbaye de Moiremont, et deux des Prémontrés, Jard et Licques. Il contribua à la ruine de celle-ci, par laquelle il s'attribua une pension très importante, d'où des conflits qui l'opposèrent à ses chanoines.